# Iglesia de San Jacinto (Macharaviaya)
La iglesia de San Jacinto de Macharaviaya (Málaga) fue proyectada por el arquitecto Miguel del Castillo en 1783, por iniciativa de José de Gálvez y Gallardo y por orden de Carlos III, sobre los restos de la antigua parroquia del siglo XVI, mandada construir por el arzobispo de Sevilla, Diego de Deza.
Reconstruida siguiendo el tradicional estilo barroco clasicista de la provincia de Málaga, la iglesia cumple con la doble función de iglesia y panteón privado de una de las familias más relevante de la nobleza española durante el Antiguo Régimen. Todo ello, junto con su ubicación en el punto más elevado del entramado urbano, hacen que sea uno de los hitos visuales, arquitectónicos y sociales del municipio. 
La iglesia de San Jacinto, en Macharaviaya se resuelve mediante planta de cruz latina de una sola nave, con crucero destacado en planta y alzado, y cabecera plana.
La nave, la capilla mayor y los brazos del crucero se cubren con bóvedas de medio cañón con lunetos, en los que se abren vanos, que descansan en pilastras adosadas de orden corintio y sobre las que se desarrolla un entablamento denticulado. Entre las pilastras de la nave se abren hornacinas para albergar altares. El crucero se cubre con una cúpula de ocho nervios sobre pechinas y rematada por un cupulín.
El presbiterio se eleva sobre un pequeño podio con balaustrada partida en el centro, donde se sitúa una escalera de tres peldaños que comunica la capilla mayor con la nave. En el testero, se abren dos hornacinas que albergan esculturas, y en el centro, un pequeño tabernáculo neoclásico de mármol hace las veces de retablo.
A ambos lados del altar mayor se abren dos puertas: la de la izquierda, que comunica con la antigua vivienda del párroco, usada actualmente como sala de reuniones; y la del lado derecho, que da acceso a la sacristía; esta última presenta planta rectangular cubierta por techumbre plana y dos ventanas rectangulares en el paramento frontal.
A los pies de la iglesia, sobre un arco carpanel, se sitúa el coro; éste, de planta rectangular, se cierra con una balaustrada baja de madera. Bajo el coro, a derecha e izquierda, se ubican dos pequeñas capillas de planta cuadrada. En la primera de ellas se encuentra la pila bautismal, de mármol blanco, y desde la segunda se tiene acceso al coro.
La fachada principal, situada a los pies del edificio, está antecedida por un atrio rodeado por un pretil con reja. La portada, de colores rojo y ocre, y resaltada notablemente sobre el resto de la fachada, se compone por un arco de medio punto flanqueado por dobles pilastras corintias, delante de las cuales se sitúan columnas corintias pareadas sobre un destacado plinto, que soportan un sobresaliente frontón triangular partido, rematado por pináculos y en cuyo tímpano se inserta el escudo real, inscrito en un medallón oval. Sobre el conjunto de la portada se abren simétricamente dos óculos, que permiten la entrada de luz natural hacia el interior del edificio. En el ángulo izquierdo de la fachada se inserta un reloj solar.
En la fachada occidental de la iglesia se abre una portada lateral, sin decoración, antecedida por un pequeño atrio.
Sobre la cubierta de la cabecera se levanta la espadaña, compuesta en el primer cuerpo por dos arcos de medio punto, enmarcados por pilastras corintias, donde se ubican las campanas, y rematados por un frontón triangular partido desde donde comienza el segundo cuerpo, que consiste, nuevamente, en un arco de medio punto terminado en un frontón triangular.
En el exterior de la cabecera del templo encontramos un pequeño jardín, cerrado por pretil, al cual se accede desde las dependencias parroquiales.
Desde otra puerta, abierta en la fachada noreste, se accede a la cripta, situada bajo el templo, y que ocupa prácticamente la misma extensión. Con planta de cruz latina, la cripta está cubierta por una bóveda de medio cañón, excepto el tramo del crucero, cubierto por bóveda de arista. El espacio que se corresponde con el crucero y la capilla mayor de la iglesia, separado del resto por una reja, dedicado a panteón privado, alberga la urna funeraria del Marqués de la Sonora. El monumento funerario, realizado en mármol gris y alabastro, se compone de un pedestal rectangular, donde se inscribe la dedicatoria: «Aquí yace el Excmo. Sr. D. Josef. De Gálvez, Marqués de la Sonora, Regidor Perpetuo de la M.N. Ciudad de Málaga, Caballero Gran Cruz de la Real Distinguida Orden de Carlos III, del Consejo de Estado de S.M. su Secretario de Estado y del Despacho Universal de Indias, Consejero-Camarista y Gobernador de su Consejo Supremo y superintendente general de Azogues, del cobro y distribución de la Real Hacienda. Casas de Moneda y Comercio de aquellos dominios, empleos que desempeñó hasta el 17 de junio de 1787, en que falleció en Aranjuez. / El Excmo. Sr. D. Miguel, su hermano, la dedica esta urna para depósito de sus cenizas a la que fueron trasladadas y colocadas el día 23 de octubre de 1791». Dicho pedestal soporta la urna funeraria en cuyo centro se inserta el escudo familiar, y todo ello rematado con el busto del difunto labrado en mármol blanco.
Junto a la iglesia, y formando parte de la misma manzana, con acceso desde una puerta abierta en el lateral derecho de la cripta, se encuentra el pequeño cementerio, cerrado por un muro encalado con grandes contrafuertes en el lado este.